# Nalliers (Vienne)
Nalliers is een gemeente in het Franse departement Vienne (regio Nouvelle-Aquitaine) en telt 314 inwoners (2005). De plaats maakt deel uit van het arrondissement Montmorillon.

## Geografie
De oppervlakte van Nalliers bedraagt 16,3 km², de bevolkingsdichtheid is 19,3 inwoners per km².
De onderstaande kaart toont de ligging van Nalliers (Vienne) met de belangrijkste infrastructuur en aangrenzende gemeenten.

## Demografie
Onderstaande figuur toont het verloop van het inwonertal (bron: INSEE-tellingen).